# Waltheria
Waltheria är ett släkte av malvaväxter. Waltheria ingår i familjen malvaväxter.

## Bildgalleri

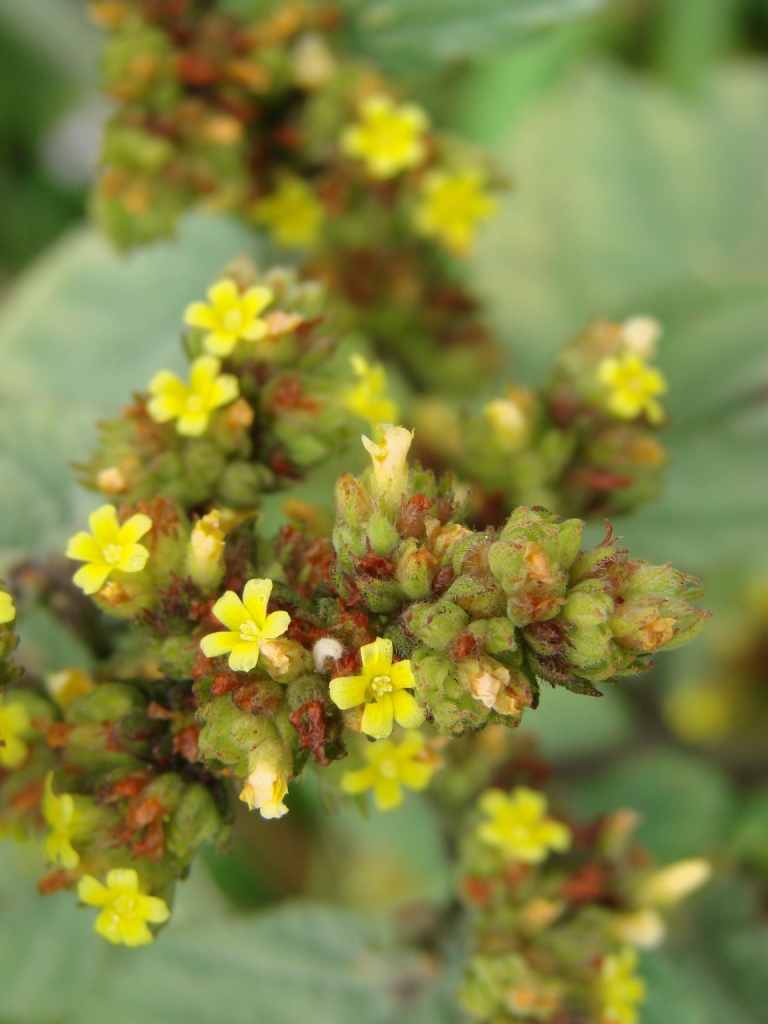
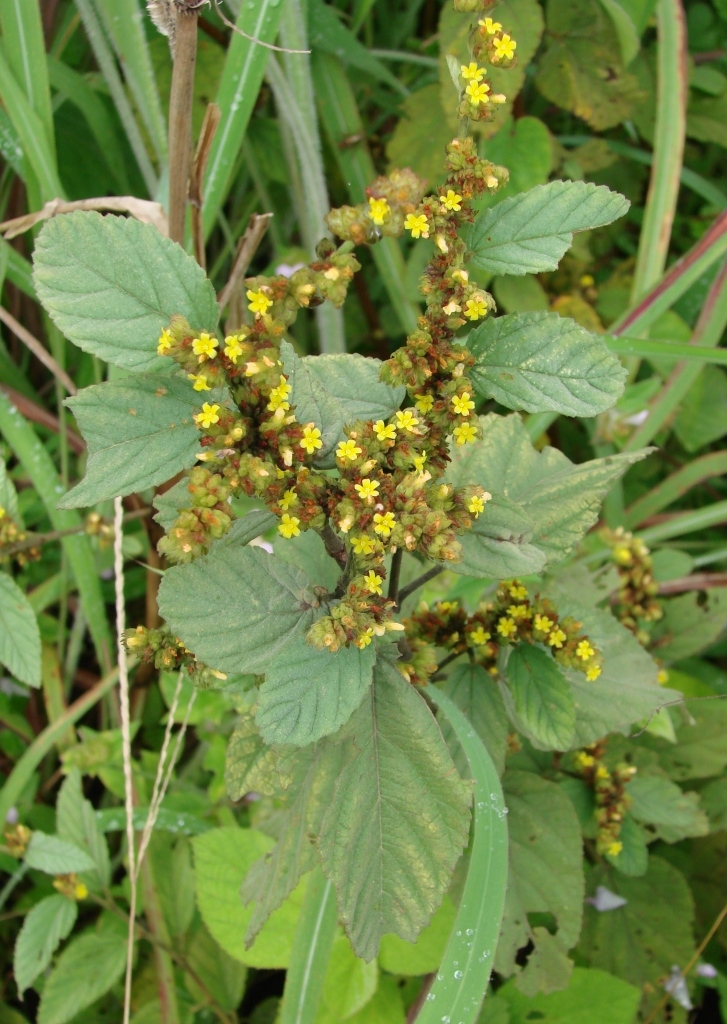
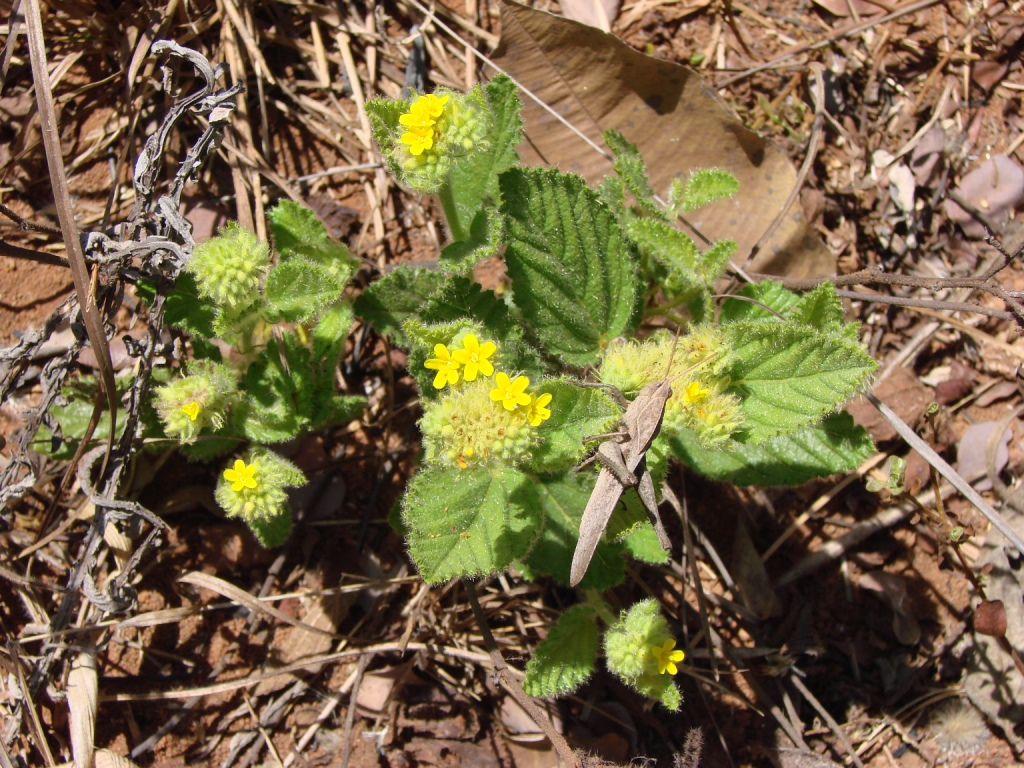
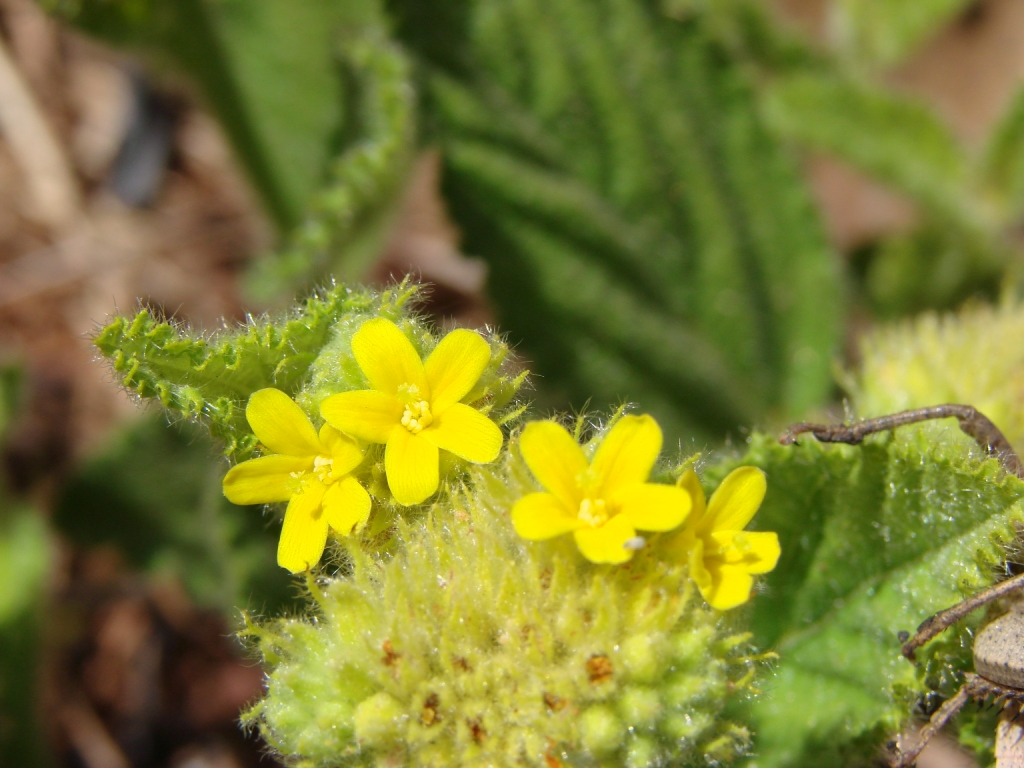
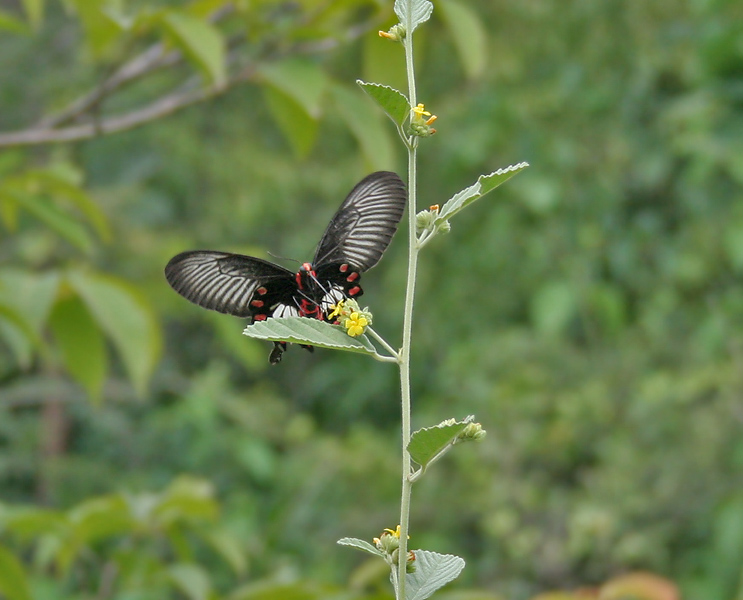
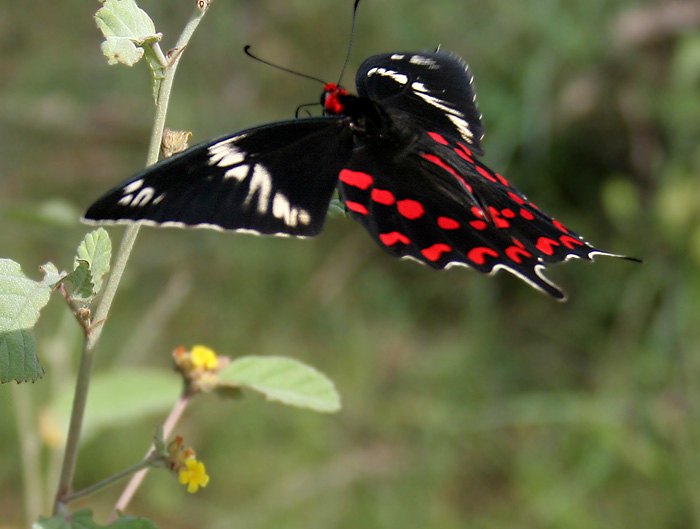

## Dottertaxa tillWaltheria, i alfabetisk ordning[1]
- Waltheria acapulcensis
- Waltheria ackermanniana
- Waltheria acuminata
- Waltheria albicans
- Waltheria arenaria
- Waltheria arenicola
- Waltheria aspera
- Waltheria bahamensis
- Waltheria belizensis
- Waltheria berteroi
- Waltheria bicolor
- Waltheria brachypetala
- Waltheria bracteosa
- Waltheria calcicola
- Waltheria carmensarae
- Waltheria carpinifolia
- Waltheria cinerascens
- Waltheria collina
- Waltheria communis
- Waltheria conzattii
- Waltheria excelsa
- Waltheria ferruginea
- Waltheria fryxellii
- Waltheria glabra
- Waltheria glazioviana
- Waltheria glomerata
- Waltheria indica
- Waltheria involucrata
- Waltheria ladewii
- Waltheria lanceolata
- Waltheria laxa
- Waltheria lophanthus
- Waltheria lundelliana
- Waltheria macrophylla
- Waltheria madagascariensis
- Waltheria maritima
- Waltheria martiana
- Waltheria matogrossensis
- Waltheria nipensis
- Waltheria operculata
- Waltheria ovalifolia
- Waltheria ovata
- Waltheria petiolata
- Waltheria polyantha
- Waltheria preslii
- Waltheria pringlei
- Waltheria procumbens
- Waltheria rotundifolia
- Waltheria scabra
- Waltheria selloana
- Waltheria tomentosa
- Waltheria tridentata
- Waltheria vernonioides
- Waltheria virgata
- Waltheria viscosissima